# Hala Toporowa

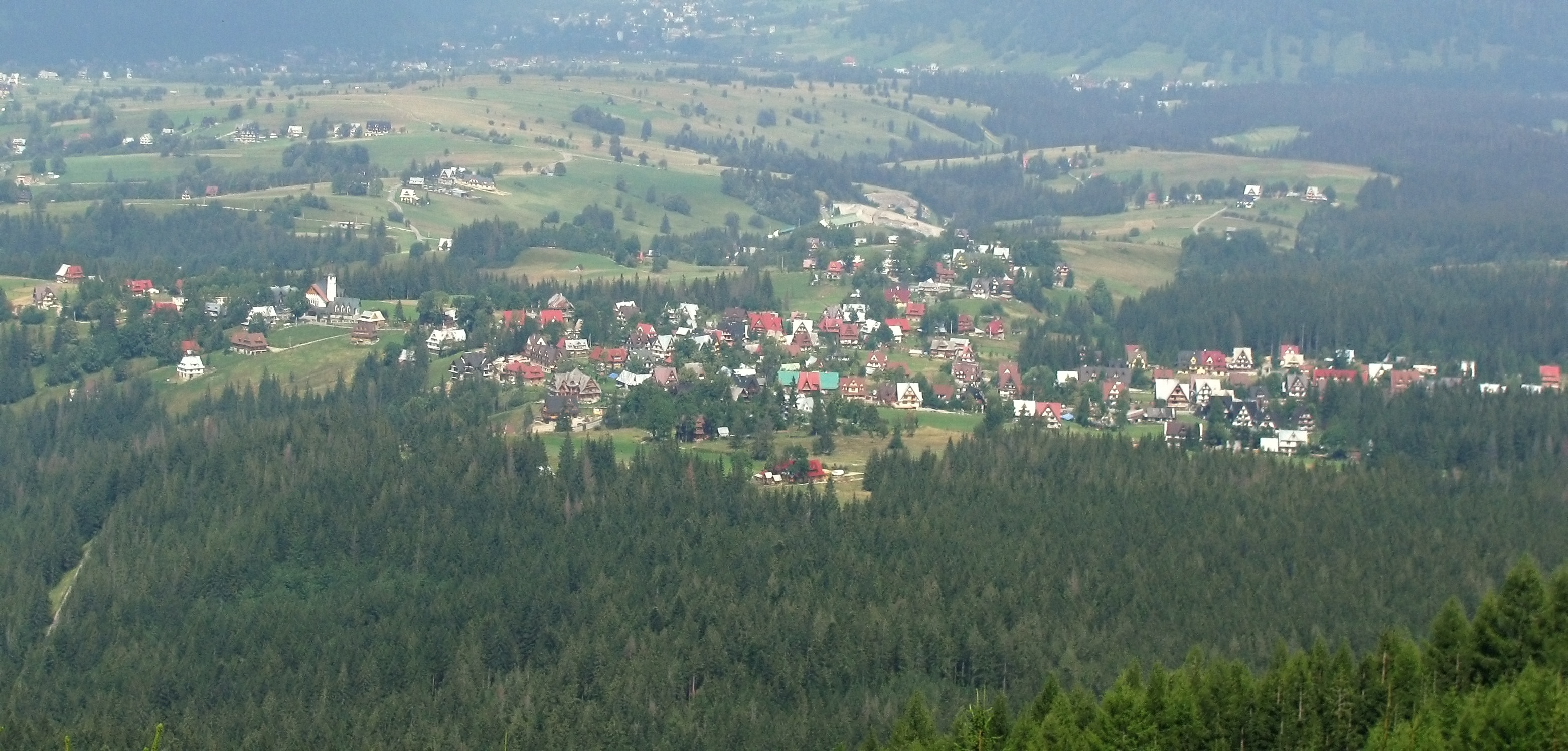
Tereny dawnej Hali Toporowej obecnie

Hala Toporowa – dawna hala pasterska w polskich Tatrach Wysokich. Obejmowała tereny w Toporowej Cyrhli, na południe od Drogi Oswalda Balzera. Miała powierzchnię 16,81 ha, w tym halizny 6,14 ha, lasy 10,63 ha. Wypas odbywał się głównie w lasach serwitutowych, czyli niebędących własnością górali, ale obciążonych służebnością (górale mieli w nich prawo do wypasu). Służebnością na rzecz górali obciążone były lasy o powierzchni 110,66 ha. Do hali tej należała również polana Toporowa Cyrhla, pierwotnie położona tylko po południowej stronie drogi Oswalda Balzera. Prof. Władysław Szafer pisze o niej: polana korzystająca z dużego serwitutu, nie może być brana pod uwagę jako teren pasterski. Kiedyś słynęła z masowo kwitnących krokusów, zostały jednak wytępione przez wykopywanie, zaorywanie, a w ogóle teren polany został zabudowany.